# Tsuyoshi Ihara
Tsuyoshi Ihara (伊原 剛志, Ihara Tsuyoshi, birth name: 伊原 剛 Ihara Tsuyoshi), nascido em 6 de novembro de 1963, em Kitakyushu, é um ator japonês.
Em 2006, Ihara atuou no aclamado filme Cartas de Iwo Jima, de Clint Eastwood, como o Barão Takeichi Nishi, sendo indicado para uma audiência internacional. Em 2011, protagonizou o longa-metragem Corações Sujos de Vicente Amorim.
Ele também é autor de um livro, Kokorozashite Soro ( 志して候う? ), que foi publicado no Japão.